# Dicaeum erythrorhynchos
Dicaeum erythrorhynchos е вид птица от семейство Dicaeidae.

## Разпространение
Видът е разпространен в Бангладеш, Бутан, Индия, Мианмар, Непал и Шри Ланка.